# Michael Wörrle
Michael Wörrle (* 6. November 1939 in Stuttgart) ist ein deutscher Althistoriker und Epigraphiker.
Wörrle wurde 1964 mit der Dissertation Untersuchungen zur Verfassungsgeschichte von Argos im 5. Jahrhundert v. Chr. in Erlangen bei Helmut Berve in Alter Geschichte promoviert. Von 1979 bis zu seiner Pensionierung 2004 war er der Erste Direktor der Kommission für Alte Geschichte und Epigraphik des Deutschen Archäologischen Instituts.
Wörrle, der vor allem als Epigraphiker internationales Ansehen genießt, beschäftigt sich in seiner Forschung vor allem mit der hellenistischen und römischen Geschichte Kleinasiens sowie den dort (insbesondere in Lykien und Aizanoi) gefundenen Inschriften.

## Schriften (Auswahl)
- Untersuchungen zur Verfassungsgeschichte von Argos im 5. Jahrhundert vor Christus. Habelt, Bonn 1964 (Zugleich: Dissertation, Universität Erlangen-Nürnberg).
- Stadt und Fest im kaiserzeitlichen Kleinasien. Studien zu einer agonistischen Stiftung aus Oinoanda (= Vestigia. Bd. 39). Beck, München 1988, ISBN 3-406-32357-X.
- mit Paul Zanker (Hrsg.): Stadtbild und Bürgerbild im Hellenismus (= Vestigia. Bd. 47). Beck, München 1995, ISBN 3-406-39036-6.